# Ernst Křenek
Ernst Křenek (Krenek), avstrijski skladatelj češkega rodu, * 23. avgust 1900, Dunaj, † 22. december 1991, Palm Springs, Kalifornija. 
Skladatelj je sicer vztrajal z zapisom svojega priimka z navadno črko r (in ne ř), ter z nemško izgovorjavo besede. Krenek je raziskoval atonalnost in tedaj sodobne kompozicijske sloge, o katerih je napisal več knjig, med drugimi Glasba tukaj in zdaj (1939), Študijo Johannesa Ockeghema (1953) in »Horizons Circled: Reflections on my Music« (1974).

## Glasbeni opus (izbor)
- Opere
  - Zwingburg. Scenska kantata op. 14 (1922; UA 1924)
  - Der Sprung über den Schatten op. 17 (1923; UA 1924)
  - Orfej in Evridika op. 21 (1923; UA 1926)
  - Jonny spielt auf op. 45 (1925-26; UA 1927)
  - Diktator op. 49 (1926; UA 1928)
  - Skrito kraljestvo op. 50 (1926-27; UA 1928)
  - Schwergewicht, oder Die Ehre der Nation op. 55 (1926-27; UA 1928)
  - Leben des Orest op. 60 (1928-29; UA 1930)
  - Karl V. op. 73 (1930-33; UA 1938)
  - Cefalo e Procri op. 77 (1933-34; UA 1934)
  - Tarquin op. 90 (1940; UA 1950)
  - What Price Confidence? (Vertrauenssache) op. 111 (1945-46; UA 1960)
  - Dark Waters (Dunkle Wasser) op. 125 (1950; UA 1950)
  - Pallas Athene weint op. 144 (1952-55; UA 1955)
  - The Bell Tower (Der Glockenturm) op. 153 (1955-56; UA 1957)
  - Ausgerechnet und verspielt op. 179 (1961; UA 1962)
  - Der goldene Bock (Chrysomallos) op. 186 (1963; UA 1964)
  - Der Zauberspiegel. Fernsehoper op. 192 (1966)
  - Sardakai op. 206 (1967-69; UA 1970)
- Baleti
  - Mammon op. 37 (1925)
  - Der vertauschte Cupido op. 38 (1925)
  - Eight Column Line op. 85 (1939)
- Simfonije
  - Simfonija št. 1 op. 7 (1921)
  - Simfonija št. 2 op. 12 (1922)
  - Simfonija št. 3 op. 16 (1922)
  - Symphonie pour instruments à vent et batterie op. 34 (1924-25)
  - Little Symphony op. 58 (1928)
  - Simfonija št. 4 op. 113 (1947)
  - Simfonija št. 5 op. 119 (1949)
  - Simfonija Pallas Athene op. 137 (1954)
- Zborovska dela
  - Die Jahreszeiten (Letni časi) op. 35 (1925)
  - Kantate von der Vergänglichkeit des Irdischen op. 72 (1932)
  - Lamentatio Jeremiae Prophetae op. 93 (1942)
  - O Holy Ghost op. 186A (1964)
- Skladbe za pihala in trobila
  - Drei lustige Märsche (Tri vesele koračnice)
  - Suita (1955)
  - Intrada
- Samospevi
  - Samospevi op. 19 na besedila Otfrieda Krzyzanowskega in Friedricha Gottlieba Klopstocka